# Monastero di Koshik Anapat
Il monastero di Koshik Anapat  (anche denominato semplicemente Anapat, lett. deserto) sorge sulla boscosa omonima collina a circa otto chilometri dal villaggio di Kolatak ubicato in Azerbaigian, nella regione di Martakert della ex repubblica di Artsakh (già denominata repubblica del Nagorno Karabakh).

## Datazione
Incerta è la dazione del complesso al cui interno sono presenti diversi khachkar con iscrizioni del XII secolo. Tuttavia taluni particolari decorativi sugli stessi fanno ipotizzare una fondazione antecedente.

## Struttura e conservazione
Il complesso si compone di tre chiese ed è circondato da una recinzione in pietra. All'interno della stessa era presente un serbatoio dell'acqua e sono ancora visibili le tracce di un sistema di approvvigionamento idrico con tubazioni in argilla ancora in parte conservate.
Il cortile è diviso in due partiː sul lato settentrionale furono edificate tre chiese che avevano un vestibolo comune a tre arcate. La parete nord del vestibolo si unisce a un edificio semidistrutto rettangolare, molto probabilmente un antico refettorio. Un po' verso nord-ovest si vedono resti di celle monastiche e costruzioni di servizio. Tra di loro sono sparsi diversi khachkars ben conservati con immagini in rilievo di cavalieri.
La volta della chiesa più grande è crollata, le altre parti sono conservate abbastanza bene. I muri sono costruiti in pietra rozzamente tagliata. 
Due edifici si sviluppano sulla parte meridionale del cortile ed erano collegati fra loro.
Il complesso si raggiunge mediante un non agevole sentiero, in mezzo ai boschi; versa in stato di abbandono e parzialmente in rovina.